# هه کوی (بازیکن والیبال)
هه کوی (انگلیسی: He Qi؛ زادهٔ ۲۴ اوت ۱۹۷۳) بازیکن والیبال و از برندگان مدال‌های بازی‌های المپیک تابستانی اهل چین است.